# Maria-isabel
Maria-Isabel, também conhecida como arroz Maria Isabel ou arroz de pinicado é uma comida típica do estado do Mato Grosso e , que consiste num misturado de arroz com carne-de-sol. É também servido com farofa de banana, mas tipicamente na região Centro-Oeste (Cuiabá, Mato Grosso), onde se tornou típico nas festas de santo do estado.

## História
Há controvérsias sobre como surgiu o prato piauiense. O prato teria surgido quando as mulheres resolveram cortar em pequenos pedaços a carne-de-sol e misturar ao arroz, possibilitando, assim, que elas também pudessem comer da carne, visto que os homens se serviam primeiro e comiam toda a carne. O nome seria advindo de Maria e Isabel, nomes das filhas da cozinheira que preparou a receita. Existe outra versão relatada pelo escritor piauiense Enéas Barros no livro "O Escravo e o Senhor da Parnahiba" no qual o prato leva o nome da esposa de Simplício Dias da Silva, rico comerciante e fazendeiro do litoral piauiense.